# Murray Bookchin
Murray Bookchin (Bronx, 1921. január 14. – Burlington, 2006. július 30.) amerikai társadalomelméletíró, író, szónok, történész és politikai filozófus volt. G. W. F. Hegel, Karl Marx és Pjotr Kropotkin hatására a környezetvédelmi mozgalom egyik úttörője volt. Bookchin a társadalmi ökológia és a várostervezés elméletét az anarchista, libertárius szocialista és ökológiai gondolkodáson belül fogalmazta meg és fejlesztette tovább. Két tucat könyv szerzője volt, amelyek a politika, a filozófia, a történelem, a városügyek és a társadalmi ökológia témaköreit ölelik fel. A legfontosabbak közé tartozik az Our Synthetic Environment (1962), a Post-Scarcity Anarchism (1971), The Ecology of Freedom (1982) és Urbanization Without Cities (1987). Az 1990-es évek végén kiábrándult abból, amit a kortárs anarchista mozgalom egyre apolitikusabb „életmódizmusának” látott, nem nevezte magát többé anarchistának, és megalapította saját libertárius szocialista ideológiáját, a „kommunalizmust”, amely a marxista, szindikalista és anarchista gondolatokat igyekszik összeegyeztetni és kiterjeszteni.
Bookchin kiemelkedő antikapitalista, antifasiszta és a társadalmi decentralizáció ökológiai és demokratikus irányvonalak mentén történő védelmezője volt. Elképzelései az 1960-as évek óta hatással voltak a társadalmi mozgalmakra, többek között az újbaloldalra, az atomellenes mozgalomra, a globalizációellenes mozgalomra, az Occupy Wall Streetre, és nemrégiben az Észak- és Kelet-Szíriai Autonóm Adminisztráció demokratikus konföderalizmusára. Az amerikai zöld mozgalom központi alakja volt. Autodidaktaként, aki soha nem járt főiskolára, a 20. század egyik utolsó közéleti értelmiségijének és legfontosabb baloldali teoretikusának tartják.

## Életrajza
Bookchin New Yorkban született Nathan Bookchin (született Nacham Wisotsky) és első felesége, Rose (Kalusky) Bookchin gyermekeként, akik az Orosz Birodalomból származó zsidó bevándorlók voltak. Apja Mazirból (ma Fehéroroszország), anyja pedig Vilniusból (Litvánia) származott. Zavarban volt a Mortimore keresztneve miatt, és a gyerekkori becenevét, a Murray-t használta. Az apja egy rokonának nevét, a Bukczin nevet vette fel, és Bookchinra angolosította. Szülei 1934-ben elváltak. Bronxban nőtt fel édesanyjával, Daniel nagybátyjával és anyai nagyanyjával, Zeitel szociálforradalmárral, aki orosz populista eszmékkel itatta át.
Nagyanyja 1930-ban bekövetkezett halála után csatlakozott a Young Pioneers of America kommunista ifjúsági szervezethez (9-14 éves gyerekek számára), majd 1935-ben a Young Communist League-hez. A Union Square közelében lévő Workers Schoolba járt, ahol marxizmust tanult. Az 1930-as évek végén szakított a sztálinizmussal, és a trockizmus felé húzott, csatlakozott a Szocialista Munkáspárthoz (SWP). Az 1940-es évek elején egy öntödében dolgozott a New Jersey állambeli Bayonne-ban, ahol szakszervezeti szervező és üzemi megbízott volt az Egyesült Villamosipari Dolgozóknál, valamint az SWP toborzója. Az SWP-n belül a Goldman-Morrow frakcióhoz tartozott, amely a háború befejezése után szakított vele. Az 1945-46-os nagy General Motors-sztrájk idején autóipari munkás és UAW-tag volt. 1949-ben, amikor a City College-ban egy cionista ifjúsági szervezetnek tartott előadást, Bookchin megismerkedett egy matematika szakos hallgatóval, Beatrice Appelsteinnel, akit 1951-ben feleségül vett. 12 évig voltak házasok, 35 évig éltek együtt, és élete végéig szoros barátok és politikai szövetségesek maradtak. Két gyermekük született, Debbie és Joseph. Ami a vallási nézeteket illeti, Bookchin ateista volt, de a vallási nézetekkel szemben toleránsnak számított.
1947-től Bookchin New Yorkban együttműködött egy másik letűnt trockista társával, a német emigráns Josef Weberrel a Movement for a Democracy of Content (Mozgalom a tartalom demokráciájáért) nevű, körülbelül 20-fős poszt-trockista csoportban, akik közösen szerkesztették a Contemporary Issues – A Magazine for a Democracy of Content című folyóiratot. A Contemporary Issues felkarolta az utópianizmust. A folyóirat fórumot biztosított annak a meggyőződésnek, hogy az utópia megteremtésére tett korábbi kísérletek a fáradságos és nehéz munka szükségességén buktak meg; most azonban a modern technológia megszüntette az emberi munka szükségét, ami felszabadító fejlemény. Ennek a „szűkösség utáni” társadalomnak az elérése érdekében Bookchin kidolgozta az ökológiai decentralizmus elméletét. A magazin közölte Bookchin első cikkeit, köztük az úttörő „A vegyi anyagok problémája az élelmiszerekben” (1952) címűt. 1958-ban Bookchin anarchistaként határozta meg magát, párhuzamot látott az anarchizmus és a környezetvédelem között. Első könyve, az Our Synthetic Environment (Szintetikus környezetünk) Lewis Herber álnéven jelent meg 1962-ben, néhány hónappal Rachel Carson híres Silent Spring (Néma tavasz) című műve előtt.
1964-ben Bookchin csatlakozott a Faji Egyenlőség Kongresszusához (CORE), és tiltakozott a rasszizmus ellen az 1964-es világkiállításon. 1964-1967 között, miközben Manhattan Lower East Side-ján élt, társalapítója és főszereplője volt a New York-i Anarchisták Szövetségének. Az „Ökológia és a forradalmi gondolkodás” című úttörő esszéje bevezette a környezetvédelmet, pontosabban az ökológiát mint fogalmat a radikális politikába. 1968-ban alapított egy másik csoportot, amely a befolyásos Anarchos magazint adta ki, amely ezt és más innovatív esszéket publikált a poszt-szűkösségről és a fenntartható technológiákról, például a nap- és szélenergiáról, valamint a decentralizációról és a miniatürizálásról. Előadásokat tartott szerte az Egyesült Államokban, és segített népszerűsíteni az ökológia fogalmát az ellenkultúra körében. Az 1969-ben széles körben újra kiadott „Figyelj, marxista!” című esszéje (hiába) figyelmeztette a Diákok a Demokratikus Társadalomért (Students for a Democratic Society) csoportot egy marxista csoport közelgő hatalomátvételére. „Ismét halottak járnak közöttünk” – írta – »ironikus« módon Marx nevébe burkolózva, annak az embernek a nevében, aki megpróbálta eltemetni a tizenkilencedik század halottait. Napjaink forradalma tehát nem tehet mást, mint hogy sorra parodizálja az 1917-es októberi forradalmat és az 1918-1920-as polgárháborút, annak „osztályvonalával”, bolsevik pártjával, „proletárdiktatúrájával”, puritán erkölcsével, sőt még a jelszava is: „Szovjet hatalom”.
1969-1970-ben a manhattani 14. utcában működő Alternate U-ban, egy ellenkulturális radikális iskolában tanított. 1971-ben a vermonti Burlingtonba költözött egy baráti társasággal, hogy a gyakorlatban is megvalósítsa decentralizációs elképzeléseit. 1973 őszén a Goddard College felvette, hogy előadásokat tartson a technológiáról; előadásai egy tanári álláshoz vezettek, majd 1974-ben létrehozták a Társadalmi Ökológiai Tanulmányok programot, és nem sokkal később a Társadalmi Ökológiai Intézetet (ISE), amelynek ő lett az igazgatója. 1974-ben a New Jersey állambeli Mahwahban található Ramapo College vette fel, ahol hamarosan teljes jogú professzor lett. Az ISE az 1970-es években a megfelelő technológiával kapcsolatos kísérletek és tanulmányok központja volt. 1977-78-ban tagja volt a Kagylóhéj Szövetség Spruce Mountain Affinity Group-jának. Szintén 1977-ben adta ki The Spanish Anarchists című könyvét, amely a spanyol anarchista mozgalom története az 1936-os forradalomig. Ebben az időszakban Bookchin rövid időre kapcsolatot teremtett a születőben lévő libertárius mozgalommal, felszólalt a Libertárius Párt egyik kongresszusán, és hozzájárult a Karl Hess által szerkesztett hírlevélhez. Mindazonáltal Bookchin elutasította a libertarianizmus azon fajtáit, amelyek a korlátlan individualizmust hirdették.
1980-ban Bookchin társalapítója volt a New England Anarchist Conference-nek (NEAC), hogy megszervezze az anarchista mozgalmat az Egyesült Államokban. Az 1980 októberében tartott első találkozón 175 anarchista vett részt az USA északkeleti részéből és Québecből. Az 1981 januárjában, a massachusettsi Somerville-ben tartott második konferencián a NEAC szektásodásba torkollott, ami arra késztette Bookchint, hogy elveszítse a hitét abban, hogy az Egyesült Államokban forradalmi szocializmus lesz valaha.
Az 1980-as években Bookchin alkalmanként kritikát fogalmazott meg Bernie Sanders burlingtoni polgármesterségével kapcsolatban. Bookchin kritizálta Sanders politikáját, azt állítva, hogy hiányzott belőle a közvetlen demokrácia megteremtésére irányuló törekvés, az ökológia marxi deprioritizálását követte, és „»centralista« volt, aki szűken a gazdasági növekedésre összpontosított”. Bookchin és szociálökológus kollégái a Burlingtoni Zöldek csoportban, amelyet egykori feleségével, Bea Bookchinnal közösen alapított, bírálták a Sanders-kormányzatot, amiért a burlingtoni szavazók végül elutasították a vízparti luxuslakások felújítását. A növekedési moratórium, az erkölcsi gazdaság és az alulról építkező demokráciában gyökerező társadalmi igazságosság mellett érveltek.
1988-ban Bookchin és Howie Hawkins megalapította a Baloldali Zöld Hálózatot (Left Green Network) „az amerikai zöld liberálisok radikális alternatívájaként”, amely a szociális ökológia és a libertárius kommunizmus elveire épül.
1995-ben Bookchin az amerikai anarchizmus primitivizmusba, antitechnologizmusba, neo-szituacionizmusba, egyéni önkifejezésbe és „ad hoc kalandorizmusba” való hanyatlását siratta, ami a társadalmi mozgalom kialakításának rovására ment. 1999-ben hivatalosan szakított az anarchizmussal, 2002-ben „kommunalistaként” jellemezte magát „The Communalist Project” című, késői nézeteit kifejtő nagyszabású esszéjében.
2004-ig tanított az ISE-n. 2006. július 30-án, 85 éves korában, burlingtoni otthonában halt meg szívelégtelenségben.

## Gondolat
Politikai írásai mellett Bookchin sokat írt a filozófiáról is, elképzeléseit dialektikus naturalizmusnak nevezte. Georg Wilhelm Friedrich Hegel dialektikus írásai, amelyek a változás és a növekedés fejlődésfilozófiáját fogalmazzák meg, úgy tűnt, hogy alkalmasak egy organikus, környezetvédő megközelítésre. Bár Hegel „jelentős hatást gyakorolt” Bookchinre, ő semmilyen értelemben nem volt hegeliánus. Filozófiai írásai a humanizmust, a racionalitást és a felvilágosodás eszméit hangsúlyozzák.

### Általános szociológiai és pszichológiai nézetek
Bookchin kritikusan viszonyult a marxizmus osztályközpontú elemzéséhez, valamint a libertarianizmus és a liberalizmus leegyszerűsített államellenes formáihoz, és egy szerinte összetettebb társadalomképet kívánt bemutatni. The Ecology of Freedom: The Emergence and Dissolution of Hierarchy (A szabadság ökológiája: A hierarchia kialakulása és felbomlása) című könyvében azt mondja, hogy:
A hierarchia szó használatát a mű alcímében provokatívnak szántam. Erős elméleti igény van arra, hogy a hierarchiát szembeállítsuk az osztály és az állam szavak szélesebb körben elterjedt használatával; e kifejezések óvatlan használata a társadalmi valóság veszélyes leegyszerűsítését eredményezheti. A hierarchia, osztály és állam szavak felcserélhető használata, ahogyan azt sok társadalomelméleti szakember teszi, alattomos és homályos. Ez a gyakorlat az „osztály nélküli” vagy „szabadelvű” társadalom nevében könnyen elrejtheti a hierarchikus kapcsolatok és a hierarchikus érzékenység létezését, amelyek – még gazdasági kizsákmányolás vagy politikai kényszer hiányában is – a szabadságtalanság állandósulását szolgálják.
Bookchin rámutat a történelem során a hierarchikus rendszerek felhalmozódására is, amely egészen a mai társadalmakig tart, és amely hajlamos meghatározni az emberi kollektív és egyéni pszichét:
A társadalmi struktúra objektív története a pszichikai struktúra szubjektív történelmeként internalizálódik. Bármilyen szörnyű is a modern freudisták számára a nézetem, nem a munka fegyelme, hanem az uralkodás fegyelme követeli meg a belső természet elfojtását. Ez az elfojtás aztán kifelé, a külső természetre is kiterjed, mint az uralom és később a kizsákmányolás puszta tárgyára. Ez a mentalitás halmozottan áthatja egyéni pszichénket egészen napjainkig – nem pusztán kapitalizmusként, hanem a hierarchikus társadalom hatalmas történelmeként, annak kezdetétől fogva.

### Az emberiség környezeti problémái
Bookchin könyve az emberiségnek a természettel való összeütközéséről, az Our Synthetic Environment (Szintetikus környezetünk) hat hónappal Rachel Carson Silent Spring (Néma tavasz) című könyve előtt jelent meg.
Bookchin elutasította Barry Commoner meggyőződését, miszerint a környezeti válság a technológiai döntésekre vezethető vissza, Paul Ehrlich nézeteit, miszerint a túlnépesedésre vezethető vissza, vagy a még pesszimistább nézetet, amely a válság okát az emberi természetben találja. Bookchin inkább úgy vélte, hogy környezeti problémáinkat a kapitalizmus rákos logikája okozza, egy olyan rendszeré, amelynek célja a profit maximalizálása az emberi élet gazdagítása helyett: „A kapitalizmus a növekedj vagy halj meg imperatívuszának logikájából fakadóan olyan ökológiai válságokat idézhet elő, amelyek súlyosan veszélyeztetik az élet integritását ezen a bolygón.”
Szerinte a válság megoldása nem a vadászó-gyűjtögető társadalmakhoz való visszatérés, amelyeket Bookchin idegengyűlölőnek és háborúsnak jellemzett. Bookchin hasonlóképpen ellenezte „a puszta tiltakozás politikáját, amelyből hiányzik a programszerű tartalom, egy javasolt alternatíva és egy olyan mozgalom, amely irányt és folytonosságot adna az embereknek.” Azt állítja, hogy szükségünk van:
...annak állandó tudatosítására, hogy egy adott társadalom irracionalitása mélyen gyökerező, hogy súlyos patológiái nem elszigetelt problémák, amelyeket darabonként lehet gyógyítani, hanem a válság és a szenvedés gyakran rejtett forrásainak átfogó megváltoztatásával kell megoldani – ez a tudatosság az, ami összetarthat egy mozgalmat, folyamatosságot adhat neki, megőrizheti üzenetét és szervezetét egy adott generáción túl is, és kiterjesztheti képességét az új problémák és fejlemények kezelésére.
A válasz tehát a kommunalizmusban rejlik, egy olyan rendszerben, amely magában foglalja a lazán összefogott népgyűléseken alapuló, közvetlen demokratikus politikai szervezetet, a hatalom decentralizációját, mindenfajta uralom hiányát, és a kapitalizmus felváltását az emberközpontú termelési formákkal.

### Szociális ökológia
A társadalmi ökológia egy Bookchinhez köthető filozófiai elmélet, amely az ökológiai és társadalmi kérdések kapcsolatával foglalkozik. Ez nem egy mozgalom, hanem egy elmélet, amely elsősorban az ő gondolkodásához kapcsolódik, és amelyet az ő munkássága során dolgozott ki. Az emberi evolúció olyan utópisztikus filozófiáját mutatja be, amely a biológia és a társadalom természetét a biokémián és a fiziológián túl egy harmadik „gondolkodó természetté” egyesíti, amely szerinte egy teljesebb, tudatosabb, etikusabb és racionálisabb természet. E gondolatmenet szerint az emberiség a földi szerves fejlődés hosszú történetének legújabb fejleménye. Bookchin társadalmi ökológiája etikai elveket javasol a társadalom hierarchiára és uralomra való hajlamának a demokrácia és a szabadság demokráciájával való felváltására.
Az 1960-as évek közepén, a globális környezetvédelmi és az amerikai polgárjogi mozgalom kialakulása idején alakult ki, és az 1970-es évek végére az atomenergia elleni felfelé ívelő mozgalomtól kezdve sokkal láthatóbb szerepet játszott. Az ökológiai problémákat úgy mutatja be, mint amelyek főként társadalmi problémákból erednek, különösen a hierarchia és az uralom különböző formáiból, kezdve a gerontokráciával és a patriarchátussal, és folytatva az elnyomás különböző formáival, beleértve a nemi, faji és osztályhelyzetet. Megoldásukra a helyi szintű önrendelkezésen alapuló, nem hierarchikus ökológiai társadalom modelljén keresztül törekszik, amely szembehelyezkedik a jelenlegi kapitalista termelési és fogyasztási rendszerrel. Célja egy erkölcsös, decentralizált, egységes, az ész által vezérelt társadalom létrehozása. Bár Bookchin később elhatárolódott az anarchizmustól, a társadalmi ökológia filozófiai elméletét gyakran az ökoanarchizmus egyik formájának tekintik.
Bookchin az 1960-as évek elején, a polgárjogi és a kapcsolódó társadalmi mozgalmakban való részvétele során írt az urbanizáció emberi életre gyakorolt hatásairól. Ezután kezdett el foglalkozni az ökológiai és a társadalmi kérdések közötti összefüggésekkel, ami a legismertebb könyvében, The Ecology of Freedom – A szabadság ökológiájában csúcsosodott ki, amelyet egy évtizeden keresztül dolgozott ki. Érvelése, miszerint az emberi uralom és a természet elpusztítása az emberek közötti társadalmi uralomból következik, áttörést jelentett az ökológia fejlődő területén. Azt írja, hogy az élet önszerveződésből és evolúciós együttműködésből (szimbiózis) fejlődik. Bookchin a kölcsönös szükségletek köré szerveződő, de végül a hierarchia és az uralom intézményei – mint például a városállamok és a kapitalista gazdaságok – által eluralt, írta az írástudás előtti társadalmakról, amelyeket kizárólag az emberi társadalmaknak tulajdonít, nem pedig az állati közösségeknek. Emberi közösségek közötti szövetséget javasol, amelyet nem adminisztratív logisztikával, hanem demokráciával működtetnek.
Bookchin munkássága, amely az 1960-as évekbeli anarchista írásokkal kezdődött, folyamatosan fejlődött. Az 1990-es évek vége felé egyre inkább integrálta a kommunalizmus elvét, az intézményesített önkormányzati demokrácia felé hajló törekvésekkel, ami eltávolította őt az anarchizmus bizonyos fejlődési irányaitól. Bookchin munkássága az anarchizmusból (főként Kropotkin), a szindikalizmusból és a marxizmusból (beleértve Marx és Engels írásait) merít ihletet és bővíti ki. A társadalmi ökológia elutasítja a neomalthusiánus ökológia buktatóit, amely a társadalmi kapcsolatokat „természeti erőkkel” helyettesítve eltörli azokat, de a technokrata ökológia buktatóit is, amely úgy véli, hogy a környezeti fejlődésnek a technológiai áttörésekre kell támaszkodnia, és hogy az államnak szerves szerepet kell játszania ebben a technológiai fejlődésben. Bookchin szerint ez a két áramlat depolitizálja az ökológiát, és mitologizálja a múltat és a jövőt.
2016 májusában a franciaországi Lyonban rendezték meg az első „Nemzetközi Szociálökológiai Találkozót”, amelyen száz radikális környezetvédő, fogyatkozó személyiség és libertárius vett részt, akik többsége Franciaországból, Belgiumból, Spanyolországból és Svájcból, de érkezett az Egyesült Államokból, Guatemalából és Kanadából is. A viták középpontjában: a libertárius kommunalizmus mint a nemzetállam alternatívája és az aktivizmus újragondolásának szükségessége állt.

### Kurd mozgalom
Bookchin elmélkedései a szociális ökológiáról és a libertárius kommunalizmusról Abdullah Öcalan, a kurd mozgalom történelmi vezetőjét is inspirálták a demokratikus konföderalizmus koncepciójának megalkotására, amelynek célja, hogy a Közel-Kelet népeit demokratikus, multikulturális és ökológiai kommunák konföderációjába tömörítse. A Kurdisztáni Munkáspárt (PKK) által 2005 óta elfogadott Öcalan projektje jelentős ideológiai elmozdulást jelent korábbi céljuktól, a marxista-leninista állam létrehozásától. A PKK mellett Öcalan internacionalista projektjét szíriai társa, a Demokratikus Egyesülés Pártja (PYD) is kedvezően fogadta, amely a világon elsőként alapított ténylegesen a demokratikus konföderalizmus elvein alapuló társadalmat. 2014. január 6-án a Szíriai Kurdisztánban található Rodzsava kantonjai autonóm önkormányzatokká alakultak, és olyan társadalmi szerződést fogadtak el, amely egy decentralizált, nem hierarchikus társadalmat hozott létre, amely a közvetlen demokrácia, a feminizmus, az ökológia, a kulturális pluralizmus, a részvételi politika és a gazdasági kooperativizmus elvein alapul.

### Önkormányzatiság és kommunalizmus
Bookchin víziója az ökológiai társadalomról a nagymértékben részvételi, alulról építkező politikán alapul, amelyben az önkormányzati közösségek demokratikusan, népgyűlésen keresztül tervezik és irányítják ügyeiket, ezt a programot nevezte kommunalizmusnak. Ez a demokratikus mérlegelés a centralizált állampolitikával szemben céltudatosan elősegíti az autonómiát és az önellátást. Bár ez a program megtartja az anarchizmus elemeit, az általános anarchizmusnál magasabb fokú szervezettséget (közösségi tervezés, szavazás és intézmények) hangsúlyoz. Bookchin kommunalizmusában ezek az autonóm önkormányzati közösségek konföderációkon keresztül kapcsolódnak egymáshoz.
Az 1970-es évektől kezdve Bookchin amellett érvelt, hogy a libertárius társadalmi változások színtere az önkormányzati szint kell, hogy legyen. 1980-ban a „libertárius municipalizmus” kifejezést használta egy olyan libertárius szocialista rendszer leírására, amelyben a közvetlen demokratikus gyűlések intézményei szembeszállnának az állammal, és szabad önkormányzatok szövetségével helyettesítenék azt. A The Next Revolutionban Bookchin hangsúlyozza, hogy a libertárius kommunalizmus kapcsolatban áll korábbi filozófiájával, a társadalmi ökológiával. Azt írja:
A libertárius önkormányzatiság a társadalmi ökológia politikáját jelenti, egy olyan forradalmi törekvést, amelyben a szabadság intézményes formát ölt a döntéshozó testületekké váló közgyűlésekben.
Bookchin azt javasolja, hogy ezeknek az intézményes formáknak különböző léptékű helyi területeken belül kell megvalósulniuk. Egy 2001-es interjúban így foglalta össze nézeteit:
A legfőbb probléma a társadalom szerkezetének megváltoztatása, hogy az emberek hatalomra jussanak. A legjobb színtér erre az önkormányzat — a város, település és falu —, ahol lehetőségünk van a személyes demokrácia megteremtésére.
A libertárius kommunalizmus olyan helyzetet kíván teremteni, amelyben a két hatalom – az önkormányzati szövetségek és a nemzetállam – nem létezhet egymás mellett.

### A kommunalizáció mint az ökológiai társadalom alapja
Bookchin azt állítja, hogy sem a privatizáció, sem az államosítás nem tudja hatékonyan kikövezni az utat az ökológiai társadalom felé. Azt állítja, hogy mindkét modell mélyen beágyazódik az uralmi struktúrákba, és nem képes kezelni a környezeti válságok kiváltó okait. Ezzel szemben Bookchin az önkormányzatiság mellett száll síkra, amely libertárius önkormányzatisági keretrendszerének egyik alapelve.

#### A privatizáció és az államosítás kritikája
Bookchin kritizálja a magántulajdont, mint a társadalmi és ökológiai károk központi hajtóerejét, a kizsákmányolással, az uralommal és a profitnak a közösség és a környezet jólétével szembeni elsőbbségével hozva összefüggésbe. Bookchin szerint a magántulajdonon alapuló rendszerek elősegítik a versenyt és az individualizmust, amelyek szerinte összeegyeztethetetlenek az igazságos és fenntartható társadalom felépítéséhez szükséges együttműködéssel és szolidaritással.
Az államosítást, amelyet gyakran a kapitalizmus túlkapásainak orvoslásaként pozicionálnak, Bookchin szintén elégtelennek tartja. Azt állítja, hogy az államosítás jellemzően a magáncégektől a központosított bürokratikus egységekhez helyezi át az irányítást, és csupán az uralom egyik formáját cseréli le egy másikra. Ebben az államközpontú modellben az államapparátus, és nem a piac veszi át a hatalmat a gazdasági tevékenységek felett. Ez ahhoz vezethet, amit Bookchin „privatizált gazdaságként, kollektivizált formában” ír le, ahol a munkások elszakadnak a munkájuktól, és az ökológiai kizsákmányolás továbbra is fennmarad.

## Öröksége és befolyása
Bár Bookchin saját bevallása szerint nem tudott jelentős számú támogatót megnyerni saját életében, eszméi ennek ellenére világszerte hatással voltak a mozgalmakra és gondolkodókra.
Ezek közé tartozik a Kurd Népvédelmi Egységek (YPG) és a hozzá szorosan kapcsolódó Kurdisztáni Munkáspárt (PKK) Törökországban, amelyek az 1980-as évek óta harcolnak a török állam ellen, hogy nagyobb politikai és kulturális jogokat biztosítsanak az ország kurdjai számára. A PKK-t a török és az Egyesült Államok kormánya terrorszervezetként tartja nyilván, míg az YPG-t az Egyesült Államok szövetségesének tekintik az ISIS ellen. Bár a PKK merev marxista-leninista ideológián alapult, gondolkodásmódja és céljai megváltoztak, mióta vezetőjét, Abdullah Öcalant 1999-ben elfogták és bebörtönözték. Öcalan a börtönben kezdett el olvasni különféle posztmarxista politikai elméleteket, és különösen Bookchin művei érdekelték.
Öcalan 2004 elején megpróbált találkozót szervezni Bookchinnal az ügyvédein keresztül, Bookchin „tanítványának” nevezve magát, aki szívesen alkalmazná gondolatait a közel-keleti társadalomhoz. Bookchin túl beteg volt ahhoz, hogy elfogadja a kérést. 2004 májusában Bookchin a következő üzenetet közvetítette: „Remélem, hogy a kurd nép egy napon képes lesz egy szabad, racionális társadalmat létrehozni, amely lehetővé teszi, hogy zsenialitása ismét virágzásnak induljon. Valóban szerencsések, hogy egy Öcalan úrhoz hasonló tehetségű vezető irányítja őket”. Amikor Bookchin 2006-ban meghalt, a PKK úgy üdvözölte az amerikai gondolkodót, mint „a 20. század egyik legnagyobb társadalomtudósát”, és megfogadta, hogy elméletét a gyakorlatba ülteti.
A „demokratikus konföderalizmus”, a kommunalizmus Öcalan által írásaiban kidolgozott és a PKK által elfogadott változata, külsőleg nem törekszik a kurdok jogaira egy Törökországtól különálló, független állam megalakításának keretében. A PKK azt állítja, hogy ezt a projektet nem csak a kurdok számára képzeli el, hanem a régió minden népének, függetlenül etnikai, nemzeti vagy vallási hátterétől. Inkább az alulról kiinduló gyülekezetek és szervezetek létrehozását hirdeti, hogy eszméit helyi szinten kezdődően, nem állami keretek között valósítsa meg. Különös hangsúlyt fektet továbbá a nők jogainak biztosítására és előmozdítására. A PKK bizonyos sikereket ért el programja megvalósításában olyan szervezeteken keresztül, mint a Demokratikus Társadalmi Kongresszus (DTK), amely Törökországon belül koordinálja a politikai és társadalmi tevékenységeket, és a Koma Civakên Kurdistan (KCK), amely minden olyan országban, ahol kurdok élnek, ezt teszi.

## Válogatott művei
- Post-Scarcity Anarchism (1971)
- The Spanish Anarchists: The Heroic Years (1977)
- The Ecology of Freedom: The Emergence and Dissolution of Hierarchy (1982)

### Magyarul
- A következő forradalom. Népi gyűlések és a közvetlen demokrácia előnyei (The next revolution) – Open Books, Budapest, 2024 (Bázis könyvek) · ISBN 9789635723331 · Fordította: Konok Péter

## Lásd még
- Ökoszocializmus

## Fordítás
- Ez a szócikk részben vagy egészben  a   Murray Bookchin című angol Wikipédia-szócikk fordításán alapul.  Az eredeti cikk szerkesztőit annak laptörténete sorolja fel. Ez a jelzés csupán a megfogalmazás eredetét és a szerzői jogokat jelzi, nem szolgál a cikkben szereplő információk forrásmegjelöléseként.